# Ли Фанхуэй
Ли Фанхуэй (кит. 李方慧; род. 10 марта 2003, Харбин) — китайская фристайлистка (хафпайп, суперпайп), серебряный призёр чемпионата мира 2025 года, чемпионка зимних Азиатских игр 2025 года, обладательница хрустального глобуса в хафпайпе (2024/2025 годов), призёр этапов Кубка мира. Участница зимних Олимпийских игр 2022 года.

## Биография
Ли дебютировала в Кубке мира в 2017 году. В 2019 году дебютировала на взрослом чемпионате мира в Парк-Сити. В 2020 году стала обладательницей серебряной медали на зимних юношеских Олимпийских играх. В 2022 году приняла участие в зимних Олимпийских играх в Пекине в соревнованиях по хафпайпу, где вышла в финал с седьмым результатом и заняла пятое место в итоговом зачёте.
В январе 2025 года стала победительницей в хафпайпе на зимних Азиатских играх, которые состоялись в её родном Харбине. 
В марте 2025 года Ли завоевала серебряную медаль в хафпайпе на чемпионате мира по фристайлу и сноуборду, который состоялся в Швейцарии. По итогам сезона 2024/2025 годов в кубке мира в хафпайпе получила хрустальный глобус, который разделила с британкой Зои Аткин.